# Alexander Jaramillo
John Alexander Jaramillo Gómez (Medellín, Antioquia, Colombia; 11 de junio de 1980) también conocido como El Conejo es un exfutbolista colombiano. Jugaba como mediocampista y el último equipo de su carrera fue el  Orsomarso de Colombia.

## Trayectoria
Alexander Jaramillo debutó como jugador profesional en el 2000 con el Independiente Medellín. En el 2002 consiguió su primer título con Medellín y junto a su equipo terminó una racha de 45 años sin títulos. En el 2004 ganó otro título con el Medellín, esta vez frente a su rival de patio, el Atlético Nacional.
Con el Independiente Medellín disputó la Copa Libertadores 2005, donde su equipo clasificó a octavos de final pero los eliminó Banfield por cinco a cero en el global.
En 2006 es transferido al Deportivo Pasto como refuerzo para el Torneo Finalización 2006 (donde el clasificó a los cuadrangulares finales) y la Copa Libertadores 2007 donde su equipo no cosechó ningún punto.
En 2007 regresa al Medellín para jugar el Torneo Finalización 2007 donde su equipo finalizó décimo y no paso a los cuadrangulares semifinales.
En 2008 llegó al Atlético Huila donde disputó los dos torneos del año. Siendo un fracaso total pues ni el Apertura ni en el Finalización clasificaron a los cuadrangulares semifinales.
Para el 2009 llegaría al Junior para afrontar el Torneo Apertura 2009. En este torneo, el conejo llegó a su tercera final, esta vez frente al Once Caldas. Jugó el segundo partido donde Junior perdió tres por uno en calidad de local y se quedó con el subcampeonato.
En el 2010, un año después de la fallida final contra Once Caldas, Jaramillo vuelve a jugar con Junior la final del Torneo Apertura 2010, esta vez contra Equidad saliendo esta vez campeón, pero debido a su falta de continuidad en el equipo titular, a final de año sale del equipo, regresando al Independiente Medellín. Allí solamente dura seis meses, jugando el Torneo Apertura 2011. Posteriormente juega en la Primera B con el Atlético Bucaramanga.

## Clubes
| Club                   | País                | Año                           | Partidos | Goles |
| ---------------------- | ------------------- | ----------------------------- | -------- | ----- |
| Independiente Medellín | Colombia            | 2000-2006, 2007 (F), 2011 (A) | 236      | 4     |
| Deportivo Pasto        | Colombia            | 2006-2007                     | 23       | 0     |
| Atlético Huila         | Colombia            | 2008                          | 29       | 1     |
| Junior                 | Colombia            | 2009 - 2010                   | 60       | 1     |
| Atlético Bucaramanga   | Colombia            | 2011-2012                     | 19       | 0     |
| Fortaleza CEIF         | Colombia            | 2013-2014                     | 95       | 3     |
| Unión Magdalena        | Colombia            | 2015                          | 26       | 1     |
| Orsomarso              | Colombia            | 2016-2017                     | 36       | 0     |
| Total en su carrera    | Total en su carrera | Total en su carrera           | 524      | 10    |

## Palmarés

### Campeonatos nacionales
| Título              | Club                   | País     | Año  |
| ------------------- | ---------------------- | -------- | ---- |
| Torneo Finalización | Independiente Medellín | Colombia | 2002 |
| Torneo Apertura     | Independiente Medellín | Colombia | 2004 |
| Torneo Apertura     | Junior                 | Colombia | 2010 |